# Martinická vlajka

Martinická vlajka
Poměr stran: 2:3

Francouzská vlajka
Poměr stran: 2:3

Francouzská námořní vlajka
Poměr stran: 2:3
Poměr šířek: 30:33:37

Vlajka Martiniku, francouzského zámořského departementu (kód 972) a zároveň regionu, je zároveň francouzskou vlajkou.
V únoru 2023 byla přijata vlajka, která je spolu s francouzskou, druhou vlajkou regionu (dle některých zdrojů i departementu). Martinická vlajka je tvořena listem o poměru stran 2:3 a má rozložení podobné české vlajce, dva vodorovné pruhy, zelený a černý, u žerdi je červený klín sahající do poloviny délky vlajky.

## Historie
Nejčastěji používanou vlajkou na Martiniku byla neoficiální tzv. hadí vlajka. Na této vlajce je na modrém poli bílý středový kříž, který rozděluje vlajkový list na čtyři části. V každé z nich je umístěný bílý vztyčený had. Vlajka pochází z roku 1766, kdy byl Martinik spojený s tehdy francouzskou Svatou Lucií (nyní nezávislý stát v rámci britského Commonwealthu), která se na ostrově vztyčovala vedle oficiální francouzské vlajky. Hadi na vlajce mají tvar písmene „L” podle Lucie, i když na Svaté Lucii nikdy nevlála. Tato hadí vlajka je (byla?) např. na uniformách nebo vozidlech policistů a hasičů, obyvatelé na ostrově ji užívají na sportovních akcích.
V květnu 2019 byla přijata (spolu s hymnou) nová vlajka Martiniku, zvaná „Ipséité“. Po odvolání se čtyř subjektů v říjnu 2020, bylo však správním soudem 15. listopadu 2021 užívání obou symbolů zrušeno. Správní soud rozhodl, že volba vlajky by neměla být pouze volbou prezidenta Územního sdružení Martiniku (CTM), ale jejího shromáždění, tedy lidu Martiniku.

Vlajka kolonie Martinik a Svatá Lucie (1766–?) Neoficiální martinická vlajka Poměr stran: 2:3
Martinická vlajka – „Ipséité“ (2019–2021) Poměr stran: 2:3

2.–13. ledna 2023 se konalo internetového hlasování („konzultace”), pořádané Územním sdružením Martiniku (CTM), o nové regionální vlajce (pro sportovní a kulturní akce) a hymně, kterého se zúčastnilo 37 tisíc Martinikanů (kterých je přibližně 400 tisíc). Pro vítěznou vlajku hlasovalo 73 % účastníků, tj. 26 633 hlasujících. Vlajka byla tvořena zeleným diagonálním pruhem (břevnem), který vlajku rozděloval na levý horní červený a pravý dolní černý roh, a uprostřed umístěným kolibříkem. Společně s vlajkou proběhlo i hlasování o hymně, kterého se účastnilo 10 289 hlasujících. Vítězná hymna (Hymnus číslo 296) s názvem „Ansanm” (v kreolštině) získala 53 % hlasů. Výsledky byly vyhlášeny 16. ledna 2023.
Červená barva vlajky je spojena se životem a svobodou, zelená s přírodou a plodností a černá „vzdává hold všem, kterým bylo ublíženo“.
Tvůrkyně vítězného návrhu Anaïs Delwaulle však byla krátce poté obviněna z plagiátorství, a návrh stáhla.
Dne 2. února 2023 zvolení zástupci francouzského zámořského regionu (a zároveň departementu) Martinik na plenárním zasedání přijali vlajku regionu (46 pro, 1 se zdržel). Stala se ji (druhá v hlasování) vlajka užívaná od roku 1995 Frontou národního osvobození Martiniku.

## Další vlajky
Další vlajkou Martiniku je vlajka užívaná místní vládou.

## Vlajky martinických obcí
Martinik se administrativně člení na 4 arrondisementy, které se dále člení na 34 obcí. Některé obce užívají vlastní vlajku.